# Jerbolat Scholamanow
Jerbolat Bolatbekuly Scholamanow (kasachisch Ерболат Болатбекұлы Жоламанов, russisch Ерболат Болатбекович Жоламанов Jerbolat Bolatbekowitsch Scholamanow; * 6. Dezember 1993) ist ein kasachischer Gewichtheber.

## Karriere
Scholamanow war bei den Jugend-Asienmeisterschaften 2010 Vierter im Reißen. Bei der Universiade 2011 in Shenzhen erreichte er den sechsten Platz in der Klasse bis 56 kg. 2012 wechselte er in die Klasse bis 62 kg und wurde bei den Asienmeisterschaften in Pyeongtaek Siebter. Bei den Junioren-Asienmeisterschaften 2013 war er Erster. Allerdings wurde er bei der Dopingkontrolle positiv auf Stanozolol getestet und vom Weltverband IWF für zwei Jahre gesperrt.